# Deicheroda
Deicheroda is een kleine nederzetting in de Duitse gemeente Unterbreizbach in  Thüringen. De gemeente maakt deel uit van het Wartburgkreis.  Het dorp wordt voor het eerst genoemd in een oorkonde uit 1300. In 1974 werd Deichroda samengevoegd met Sünna, dat in 1996 opging in Unterbreizbach.